# Institut d'histoire ouvrière, économique et sociale
L'Institut d'histoire ouvrière, économique et sociale (IHOES) est un centre de documentation fondé en 1979 par Michel Hannotte et René Deprez. Il est actuellement installé à Seraing (Jemeppe), dans l'agglomération de Liège, en Belgique, qui a pour but de collecter, inventorier, conserver et communiquer au public tout type de documents ou de pièces en rapport avec le monde ouvrier et l'histoire économique et sociale en Belgique. L'IHOES bénéficie d'une double reconnaissance de la Communauté Wallonie-Bruxelles en tant que centre d'archives privées et service général d’éducation permanente.

## Fonds d'archives et collections

### Archives
- Le centre d'archives de l'IHOES comprend entre autres :
  - des archives politiques (papiers de Jean-Joseph Merlot, de Théo Dejace...)
  - des archives syndicales (papiers de Jacques Yerna...)
  - des archives culturelles (partitions musicales, archives du Théâtre de la Communauté...)
  - des archives sociales (notamment la totalité du Fonds national de retraite des ouvriers mineurs)
  - des archives industrielles (archives de certains charbonnages de la région liégeoise, comme les charbonnages du Hasard ou de la Bacnure)
  - des archives de mouvements associatifs, liés notamment au pacifisme ou au féminisme

### Bibliothèque
- L'IHOES dispose d'une bibliothèque regroupant :
  - de nombreux ouvrages sur le socialisme ; le communisme ; le syndicalisme ; le pacifisme ; l'utopie ; l'histoire sociale, économique et industrielle ; la littérature ouvrière, etc.
  - une réserve précieuse
  - des brochures et des tracts
  - des revues militantes, satiriques, anarchistes...
  - des journaux (notamment des journaux clandestins de la Seconde Guerre mondiale)

### Collections diverses
- Enfin, l'IHOES possède d'autres documents en rapport avec ses objectifs :
  - des photographies
  - des affiches
  - des cartes postales
  - des caricatures, des dessins, des peintures (notamment celles d'Edmond Dubrunfaut)
  - des cartes et plans (notamment en rapport avec l'industrie houillère de la région de Liège)
  - des documents audiovisuels

## Productions

### Publications
- A. Botquin et M. Hannotte (sous la dir. de), Willy Peers, un humaniste en médecine, Cuesmes, Éditions du Cerisier, 2001
- S. Deruette, M. Hannotte et J. Lemaître, Mineurs en lutte ! La grève générale de l’été ’32, Bruxelles-Seraing, FJJ-IHOES, 1994
- J. Dohet et J. Jamin, La Belgique de Jacques Yerna. Entretiens, Seraing-Bruxelles, IHOES-éditions Labor, 2003
- Paul Daxhelet au fort de Huy : été 1941, Seraing, IHOES, 1999
- Rouge Métal : 100 ans d'histoire des métallos liégeois de la FGTB, (Bruxelles), IHOES - FGTB Métal Liège-Luxembourg, 2006
- Sur la résistance au fascisme 1940-1945. Le Front de l’indépendance dans la région de Liège, Ourthe/Amblève, Seraing, IHOES, 1993
- M. Zanatta, L. Rochette-Russe et J.-M. Noiroux, La Presse clandestine de Seraing : 1940-1944, Cuesmes, Éditions du Cerisier, 2006

### Expositions
- Châteaux, demeures privées & histoire du logement à Seraing, 2004
- Jean Tousseul et le mouvement social de son temps, 1990
- Mineurs en lutte ! La grève générale de l’été '32, 1994
- "Noss’ Julien !" Julien Lahaut 1884-1950, 2000
- Siamo tutti neri ! Des hommes contre du charbon, 1998
- Vive le 1er mai ! La fête internationale des travailleurs, 2003
- Willy Peers : un humaniste en médecine, 1999